# Willow (série de televisão)
Willow era uma série de televisão americana de aventura e fantasia baseada e servindo como uma sequência do filme de 1988 de mesmo nome. A primeira temporada da série estreou em 30 de novembro de 2022.

## Premissa
Uma princesa monta um pequeno destacamento para se juntar a ela em sua busca para resgatar seu irmão gêmeo.[carece de fontes?]

## Elenco

### Principal
- Warwick Davis como Willow Ufgood, um anão feiticeiro Nelwyn[2]
- Ruby Cruz, como Kit, uma princesa e filha de Sorsha que lidera um pequeno destacamento para resgatar seu irmão gêmeo[3]
- Erin Kellyman como Jade, uma cavaleira em treinamento e melhor amiga de Kit que se junta à missão[4]
- Ellie Bamber como Dove, uma empregada de cozinha[4]
- Tony Revolori[3], como príncipe Graydon
- Amer Chadha-Patel como Boorman, um ladrão que recebe liberdade da prisão se ajudar o grupo[5]
- Dempsey Bryk[6], como Aik príncipe irmão de Kit
- Joanne Whalley como Sorsha, uma guerreira talentosa e filha da derrotada Rainha Bavmorda[7]

### Coadjuvante
- Rosabell Laurenti Sellers[8]
- Talisa Garcia, como rainha e mãe do personagem de Tony Revolori[9]

Adicionalmente, Ralph Ineson foi escalado para um papel não revelado.

## Produção

### Desenvolvimento
As discussões sobre a continuação do filme começaram em 2005, com Warwick Davis reiterando seu interesse em retornar em várias entrevistas. Durante uma entrevista em maio de 2019 com um podcast da MTV, Ron Howard, diretor do filme de 1988, revelou que havia sido abordado por Jonathan Kasdan sobre a reinicialização do filme como uma série de televisão no Disney+.
Em outubro de 2020, a série recebeu sinal verde, com Jon M. Chu dirigindo o episódio piloto e Davis reprisando seu papel titular. Chu anunciaria que teve que se afastar das funções de direção devido a um atraso na produção e motivos pessoais em janeiro de 2021. Mais tarde naquele mês, Jonathan Entwistle foi contratado para substituir Chu como diretor do piloto, e também seria produtor executivo. No entanto, devido a atrasos na produção como resultado de uma nova escalação, Entwistle também saiu da série, com Stephen Woolfenden entrando para dirigir os dois primeiros episódios da série.
Na Star Wars Celebration em 26 de maio de 2022, foi anunciado que a série irá estrear em 30 de novembro de 2022.

### Seleção de elenco
Em novembro de 2020, Erin Kellyman, Cailee Spaeny e Ellie Bamber entraram em negociações para se juntar ao elenco. Em janeiro de 2021, Tony Revolori entraria em negociações para se juntar ao elenco, que agora foi confirmado para incluir Kellyman, Spaeny e Bamber. Revolori seria confirmado para se juntar ao elenco em março, junto com a reescalação de Spaeny com Ruby Cruz. Amer Chadha-Patel se juntaria no mês seguinte. Em novembro de 2021, Ralph Ineson foi adicionado ao elenco. Em abril de 2022, Talisa Garcia e Rosabell Laurenti Sellers foram escaladas, com Garcia estrelando como a mãe do personagem de Revolori, marcando a primeira vez que um ator transgênero apareceu em uma produção da Lucasfilm. Em maio de 2022, Joanne Whalley apareceu no painel da Lucasfilm na Star Wars Celebration, revelando que estaria reprisando seu papel como Sorsha do filme original.
Val Kilmer não pôde participar das filmagens para reprisar seu papel como Madmartigan devido à sua recuperação de um câncer na garganta, mas Davis e Kasdan afirmaram que seu personagem ainda estaria envolvido "de uma grande forma".

### Filmagens
A produção da série começou em junho de 2021 no País de Gales, com Dragon Studios perto de Llanharan sendo usado como locação. As filmagens ocorreram no Pendine Sands em outubro.